# Trichocentrum fuscum
Trichocentrum fuscum, também conhecido como orelha-de-burro, é uma espécie de planta do gênero Trichocentrum e da família Orchidaceae.

## Taxonomia
A espécie foi descrita em 1837 por John Lindley.
Os seguintes sinônimos já foram catalogados:  
- Trichocentrum cornucopiae  Lindl. & Rchb.f
- Trichocentrum cornucopiae fuscatum  Porsch
- Trichocentrum fuscum krameri  Rchb.f.
- Trichocentrum mattogrossense  Hoehne
- Trichocentrum pineli  Lindl.
- Trichocentrum pinelii  Lindl.
- Trichocentrum tenuiflorum  Lindl.
- Trichocentrum wagneri  Pupulin
- Acoidium fuscum  Lindl.

## Forma de vida
É uma espécie epífita e herbácea.

## Descrição
| Folha                                    | Folha                               |
| ---------------------------------------- | ----------------------------------- |
| face                                     | bifacial                            |
| forma                                    | estreito elíptica oblonga ou linear |
| Inflorescência                           |                                     |
| '                                        | alt                                 |
| Flor                                     |                                     |
| sépala e cor da pétala predominantemente | castanha                            |
| ornamentação de sépala e pétala          | lisa                                |
| cor predominante do labelo               | bege                                |
| calo do labelo                           | carenado                            |
| base do labelo                           | calcarada                           |
| polinário com viscidio                   | elíptico                            |

## Conservação
A espécie faz parte da Lista Vermelha das espécies ameaçadas do estado do Espírito Santo, no sudeste do Brasil. A lista foi publicada em 13 de junho de 2005 por intermédio do decreto estadual nº 1.499-R.

## Distribuição
A espécie é encontrada nos estados brasileiros de Alagoas, Amazonas, Bahia, Ceará, Espírito Santo, Goiás, Minas Gerais, Mato Grosso, Pará, Pernambuco, Paraná, Rio de Janeiro, Roraima, Santa Catarina e Sergipe.
Em termos ecológicos, é encontrada nos  domínios fitogeográficos de Floresta Amazônica, Cerrado e Mata Atlântica, em regiões com vegetação de cerrado, mata ciliar, floresta de terra firme, floresta de inundação, floresta estacional semidecidual, floresta ombrófila pluvial e restinga.